# Scars on Broadway (album)
Pour les articles homonymes, voir Scar et Broadway (homonymie).
Albums de Scars on Broadway
Dictator
(20 juillet 2018)
Singles
1. They Say (en)
Sortie : 28 mars 2008
2. World Long Gone
Sortie : 8 septembre 2008

Scars on Broadway est le premier album réalisé par le groupe éponyme Scars on Broadway et sorti le 29 juillet 2008. L'album, de style metal alternatif et rock expérimental et aux fortes influences de classic rock, contient 15 morceaux. Un seizième morceau, intitulé Hungry Ghost, a été publié en titre bonus sur la version Japenese Edition. Deux singles ont été tirés de Scars on Broadway, They Say et World Long Gone, chansons respectivement publiées les 28 mars et 8 septembre 2008.

## Contexte et réalisation
Après avoir été initié en 2003, le projet solo de Malakian puis mis entre parenthèses, le groupe Scars on Broadway redevient actif en 2005 avec l'association du guitariste et du batteur John Dolmayan,,,. En mai 2006, quelque temps après la mise en pause de System of a Down, le guitariste Daron Malakian annonce officiellement son nouveau projet — Scars on Broadway —,,. Durant trois ans, Malakian et Dolmayan ont expérimenté leur musique avec différents musiciens, des membres du line up original de 2003,,,,,,, dont Casey Chaos et Zach Hill, n'ayant pas été retenu. Le groupe prend forme et forge son propre son dans des répétitions intenses et des sessions d’enregistrement sous la direction de Malakian, dans son home studio et dans les studios de Sunset Sound, à Hollywood, avec les musiciens Danny Shamoun aux claviers, Dominic Cifarelli (en) à la basse et Franky Perez (en) à la guitare et aux chœurs,,,.

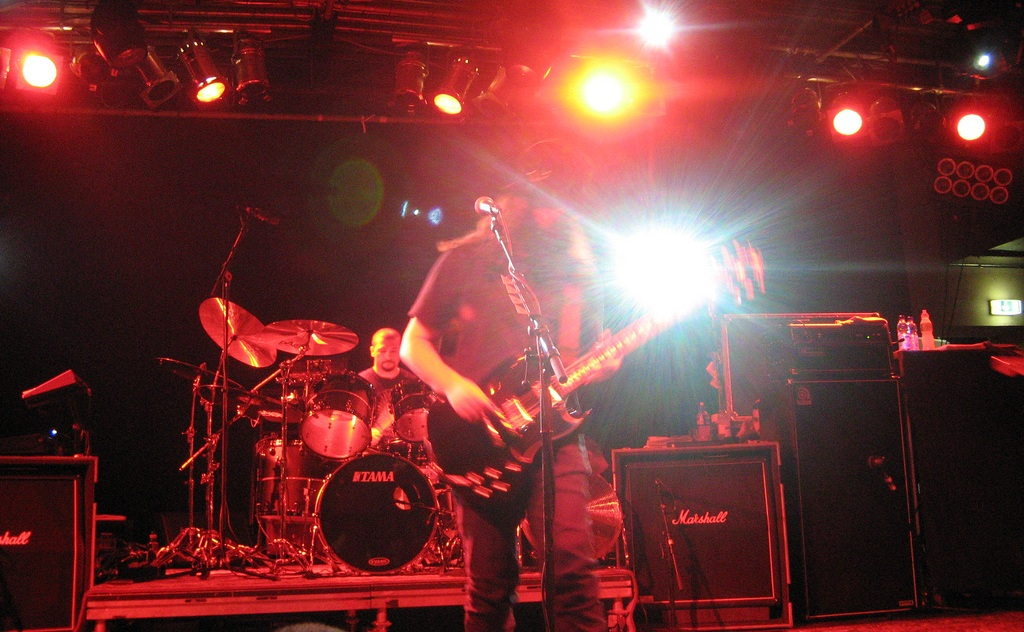
Les Scars on Broadway en concert le 3 septembre 2008 au Kulturzentrum Backstage à Munich,.

Le groupe commence à enregistrer son premier album en septembre et octobre 2007,. Ils enregistrent alors 18 morceaux. Débuté au Sunset Studio, l'enregistrement de l'album continue au Steackhouse Studio, dans le quartier de North Hollywood, à Los Angeles. Les musiciens terminent d'opérer les dernières séquences d'arragements durant mai 2008.
Les chansons de Scars on Broadway, dont Malakian est l'auteur-compositeur, ont été essentiellement composées au clavier et à la boîte à rythmes. En outre, le guitariste y incorpore davantage d'instrumentation que dans les réalisations de System of a Down, tel que l'utilisation du mellotron.
Sur la direction musicale que prendra l'album, Daron Malakian déclare au magazine Rolling Stone :

« It will probably be something very heavy mixed in with traditional Armenian and thrash, death, doom, black and dark metal influences. When, or even if, the music comes out, it will still be structured, just like System of a Down's music is. (Ce sera probablement quelque chose de très lourd mélangé avec des influences arméniennes traditionnelles et thrash, death, doom, black et dark metal. Quand, ou même si, la musique sortira, elle sera toujours structurée, tout comme la musique de System of a Down est.) »

— Daron Malakian, Rolling Stone, 2008.
Par ailleurs, Malakian précise également que le son de l'album, trouvant une source d'inspiration dans le classic rock comme les productions des Beatles, mais aussi celles des Kinks et des Rolling Stones, est influencé par des artistes tels que David Bowie, Brian Eno, Yes, Iggy Pop, Neil Young et Roxy Music, déplaçant son écriture loin du « metal épuisé » de System of a Down vers un travail plus « basé sur la chanson »,,,,,. Le guitariste ajoute : « I don't feel we're the mosh-pit band [...] That's just where I'm comfortable as a writer right now » « Je ne pense pas que nous soyons le groupe mosh-pit [...] C'est justement là où je suis à l'aise en tant qu'auteur en ce moment »).

## Sorties de l'album et des singles
Le groupe publie son premier single They Say (en) tiré de l'album le 28 mars. Le 2 mai 2008, la sortie de l'album est annoncé,. Une semaine plus tard, le groupe signe avec le label Interscope Records. Le vidéoclip du single They Say est publié le 27 juin.
Le groupe donne un concert live dans l'enceinte de la gare de Los Angeles le 28 juillet, la veille de la sortie officielle de l'album. À cette occasion, l'album est mis en pré-vente au format CD avec des bonus spéciaux de pistes sur le site officiel du groupe.
L'album sort officiellement le 29 juillet. Sur les 18 morceaux enregistrés en studio en 2007 et 2008, seuls 15 chansons sont publiées sur l'album. Une seizième chanson, intitulée Hungry Ghost, est publiée en titre bonus sur l'édition spéciale japonaise,,.
Un deuxième single, World Long Gone, sort le 8 septembre, a présenté une vidéo musicale dirigée par le cinéaste Joel Schumacher.

## Morceaux
L'album contient la liste des morceaux suivante :
| No  | Titre                            | Paroles        | Musique  | Durée |
| --- | -------------------------------- | -------------- | -------- | ----- |
| 1.  | Serious                          | Daron Malakian | Malakian | 2:08  |
| 2.  | Funny                            | Malakian       | Malakian | 2:55  |
| 3.  | Sans titre (Exploding/Reloading) | Malakian       | Malakian | 2:15  |
| 4.  | Stoner Hate                      | Malakian       | Malakian | 2:00  |
| 5.  | Insane                           | Malakian       | Malakian | 3:07  |
| 6.  | World Long Gone                  | Malakian       | Malakian | 3:16  |
| 7.  | Kill Each Other/Live Forever     | Malakian       | Malakian | 3:05  |
| 8.  | Babylon                          | Malakian       | Malakian | 3:56  |
| 9.  | Chemicals                        | Malakian       | Malakian | 3:13  |
| 10. | Enemy                            | Malakian       | Malakian | 3:03  |
| 11. | Universe                         | Malakian       | Malakian | 4:15  |
| 12. | 3005                             | Malakian       | Malakian | 2:54  |
| 13. | Cute Machines                    | Malakian       | Malakian | 3:03  |
| 14. | Whoring Streets                  | Malakian       | Malakian | 3:01  |
| 15. | They Say                         | Malakian       | Malakian | 2:48  |

| 16. | Hungry Ghost | Malakian | Malakian | 3:29 |

| 16. | Scars on Broadway (Instrumental)                  |  | Malakian | 2:50 |
| 17. | They Say (Clip vidéo (uniquement en précommande)) |  | Malakian | 2:48 |

| 1. | They Say (making-of du clip) |  |  | 3:10 |
| 2. | They Say (clip)              |  |  | 2:54 |

## Analyse et réception critique
Globalement, d'après Metacritic, la réception de l'album est plutôt positive en obtenant un metascore de 73% basé sur une moyenne de 7 notes critiques recueillies.
Pour Patrick Slevin, de l'hebdomadaire musical The Aquarian Weekly (en), Scars on Broadway, plutôt difficile à évaluer par rapport aux productions de System of a Down et du projet solo de Serj Tankian, est « carrément ennuyeux ». Le journaliste de l'Aquarian Weekly estime que le premier opus des Scars on Broadway se trouve dans la même lignée — surtout en ce qui concerne les parties vocales — que le diptyque de SOAD Mezmerize / Hypnotize. Bien qu'il soit critique vis à vis de Scars on Broadway, Slevin nuance cependant son propos en précisant que sur le plan de la technique musicale, les morceaux qui composent l'album ne sont pas « mauvais ».

## Classements
| Pays             | Intitulé du classement                                               | Durée du classement | Meilleur classement |
| ---------------- | -------------------------------------------------------------------- | ------------------- | ------------------- |
| Allemagne        | Offizielle deutsche charts Top 100 Album (GfK Entertainment)         | 2 semaines          | 23e                 |
| Australie        | Australian Albums (ARIA)                                             | 1 semaine           | 43e                 |
| Autriche         | Austrian Charts                                                      | 7 semaines          | 22e                 |
| Canada           | Canadian Albums Chart (Billboard)                                    | 1 semaine           | 11e                 |
| États-Unis       | Billboard 200                                                        | 2 semaines          | 17e                 |
| États-Unis       | Top Rock Albums (Billboard)                                          | 2 semaines          | 5e                  |
| États-Unis       | Top Alternative Albums (Billboard)                                   | 2 semaines          | 4e                  |
| États-Unis       | Top Hard Rock Albums (Billboard)                                     | 2 semaines          | 2e                  |
| États-Unis       | Top Tastemaker Albums (Billboard)                                    | 1 semaine           | 4e                  |
| Finlande         | Album Top 50 Suomen virallinen albumilista (Suomen virallinen lista) | 4 semaines          | 14e                 |
| France           | Top Album France (Charts in France)                                  | 7 semaines          | 88e                 |
| Italie           | Top of the Music (Album) (FIMI)                                      | 1 semaine           | 78e                 |
| Nouvelle-Zélande | Top 40 Albums Chart (Recorded Music NZ)                              | 3 semaines          | 26e                 |
| Pays-Bas         | Album Top 100 (Dutch Charts)                                         | 1 semaine           | 83e                 |
| Royaume-Uni      | UK Albums Chart (The Official Charts Company)                        | 1 semaine           | 41e                 |
| Suède            | Veckolista Album (Sverigetopplistan)                                 | 1 semaine           | 54e                 |
| Suisse           | Top Albums 100 (Schweizer Hitparade)                                 | 7 semaines          | 58e                 |

Scars on Broadway fait son entrée au Billboard 200 à la 17e place durant la semaine allant du 16 au 23 août 2008 avec près de 24 000 copies écoulées. En avril 2010, un an et demi après la publication de l'album, le premier opus des Scars on Broadway a été vendu à 83 000 sur le seul territoire américain.

## Musiciens et staff
Pour la réalisation et l'enregistrement de l'album, Malakian et Dolmayan s'entourent de Franky Perez (en) pour les lignes de guitare et de voix additionnelles, de Dominic Cifarelli à la basse et de Danny Shamoun au clavier.
L'album est co-produit par Malakian et Rick Rubin. À la réalisation et l'enregistrement de l'album en studio sont crédités : Dave Schiffman, ingénieur du son, assisté de John Silas Cranfield ; Ryan Williams, pour le mixage ; Eddy Schreyer, à la mastérisation ; Ben Gordon et Martin Kierszenbaum pour l'A&R,. Le design du packaging a été assuré par Brandy Flower, le design de la couverture de la pochette par Sandra Cano. Vartan Malakian a réalisé l'illustration de la pochette.

Musiciens ayant travaillés sur l'album Scars on Broadway.
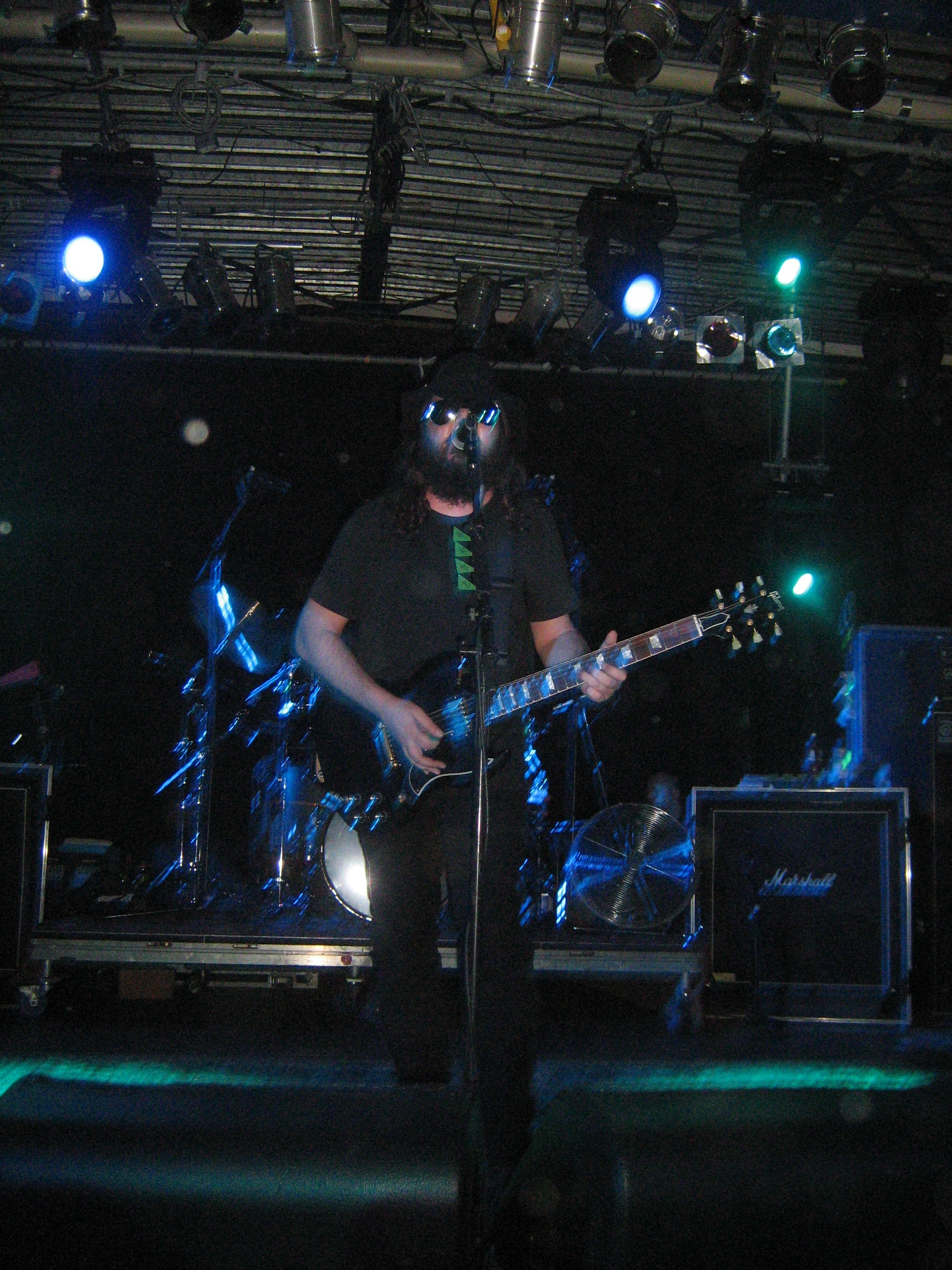
Daron Malakian.
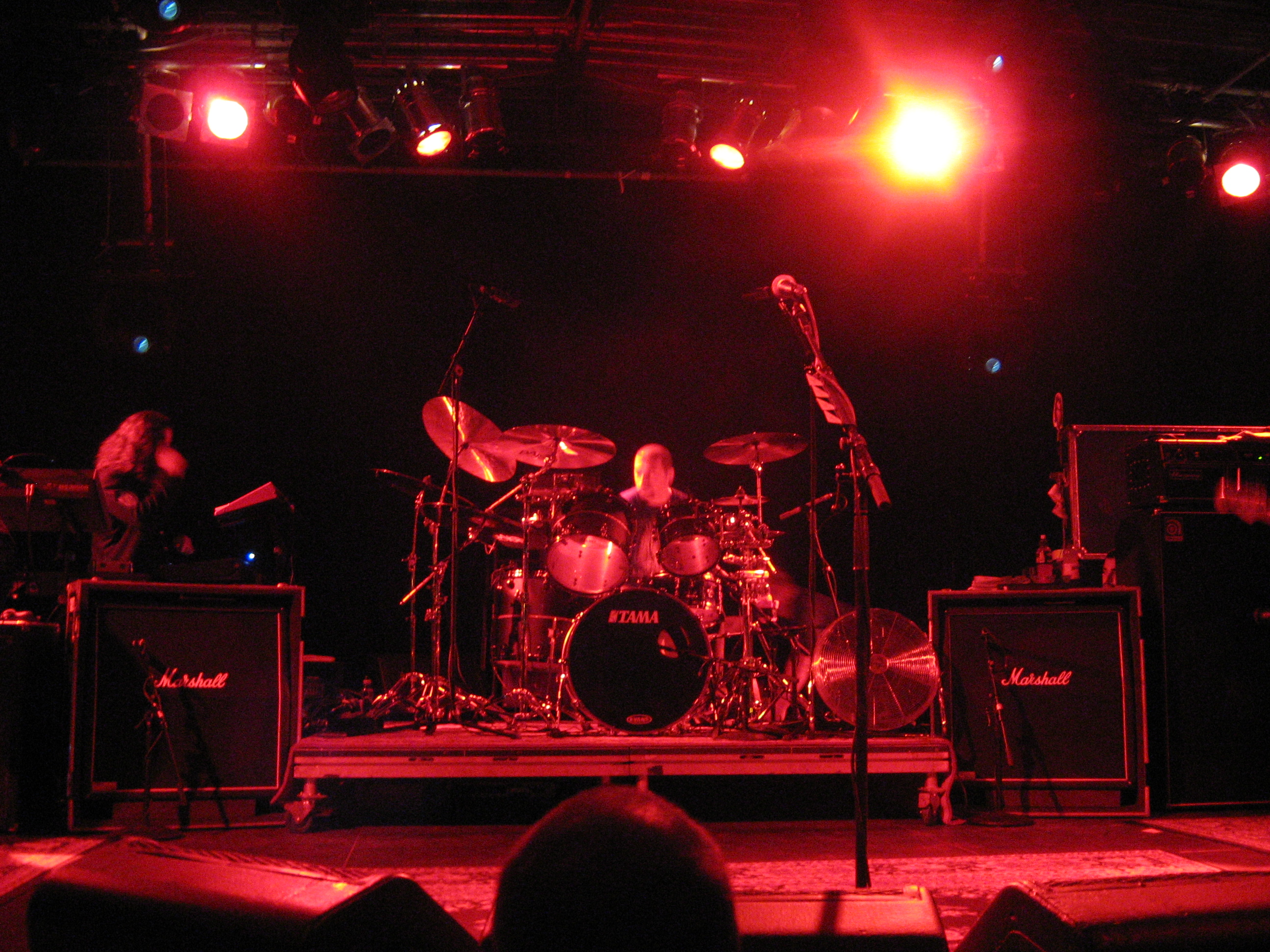
John Dolmayan.
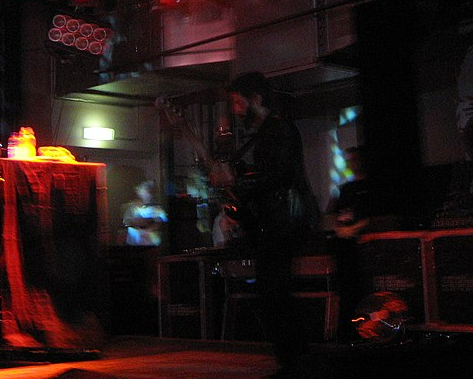
Dominic Cifarelli.
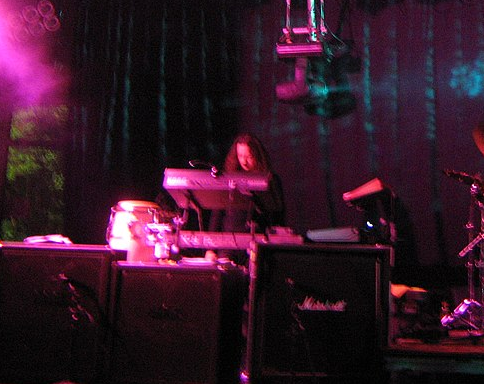
Danny Shamoun.
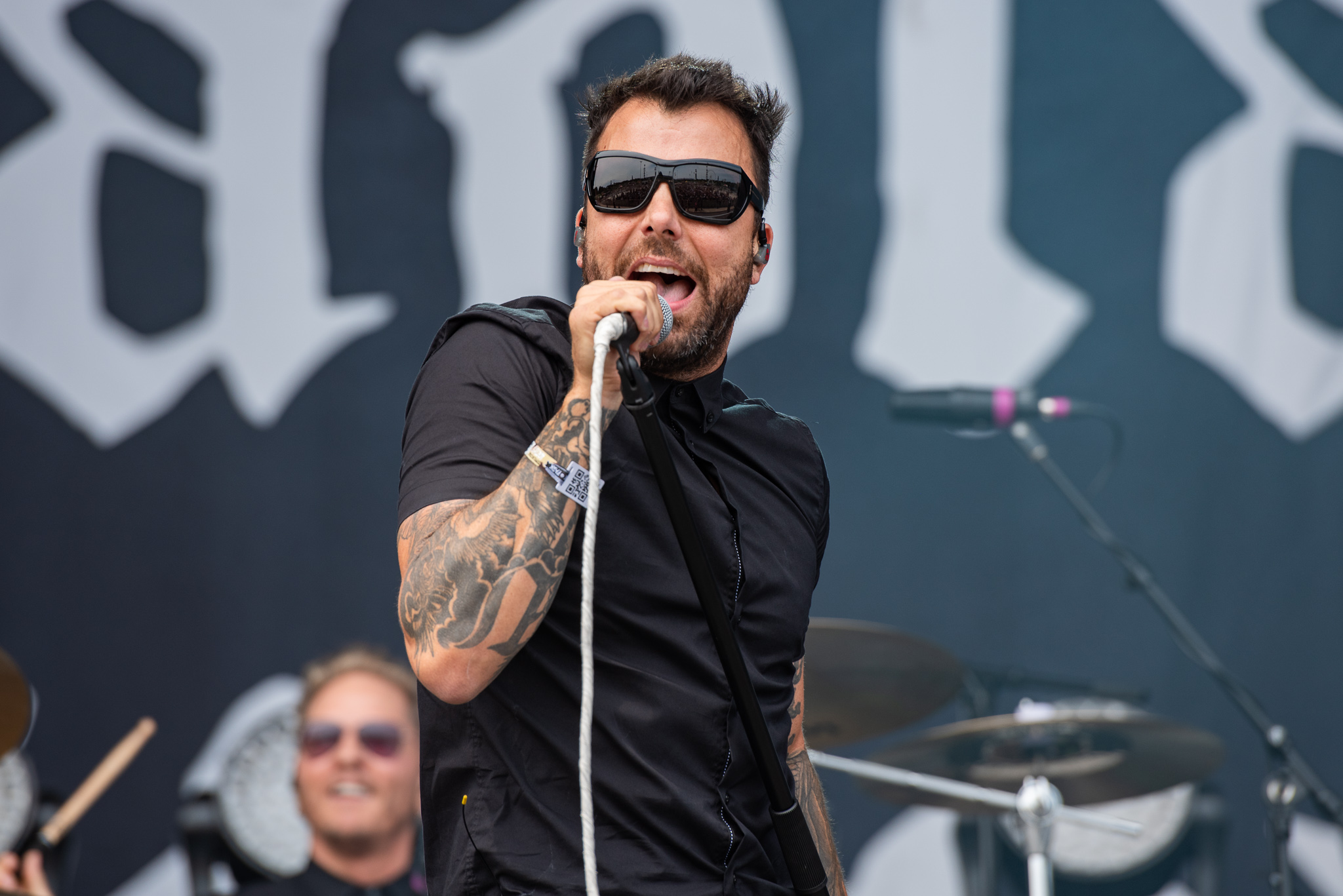
Franky Perez.
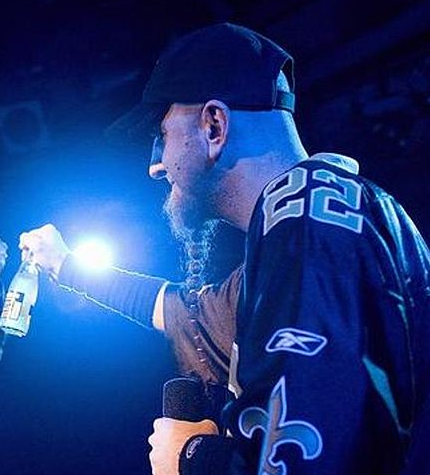
Shavo Odadjian.

## Pour approfondir